# Sagenserhandel
Als Sagenserhandel werden die konfessionellen Auseinandersetzungen um die Wende vom 17. zum 18. Jahrhundert innerhalb der Drei Bünde bezeichnet.
Ursache für den Streit, der beinahe in einen Bürgerkrieg ausartete, war die Frage der Vertretung der Konfessionen in der mehrheitlich reformierten Gerichtsgemeinde der Gruob  und in den Ämtern der Untertanengebiete. Begonnen hatte die Krise in der zweiten Hälfte des 17. Jahrhunderts, als sich die Katholiken übergangen fühlten und den Ämterhandel kritisierten. Am 
29. September 1661 trennten sich die Katholiken von Ruschein, Ladir, Falera und Sagogn (Sagens) von Ilanz und bildeten ihre eigene Gerichtsgemeinde. 1693 wurden die Konflikte in einem Vertrag bereinigt und die Parteien wieder zusammengeführt.
Gegen Ende des Jahrhunderts flammten die Streitigkeiten erneut auf. Hauptsächlicher Konfliktpunkt war diesmal die Rechtsprechung: Die Katholiken warfen den reformierten Richtern parteiisches Verhalten vor. 1693 kam es zu einer weiteren Separation des Gerichts von Ilanz. Besonders Falera fühlte sich ungerecht behandelt: Die Katholiken waren mit 150 Kronen und der Übernahme der Gerichtskosten gebüsst worden, weil sie aus Empörung über die Beerdigung eines ungetauften reformierten Kindes auf dem katholischen Friedhof die Kinderleiche exhumieren liessen.

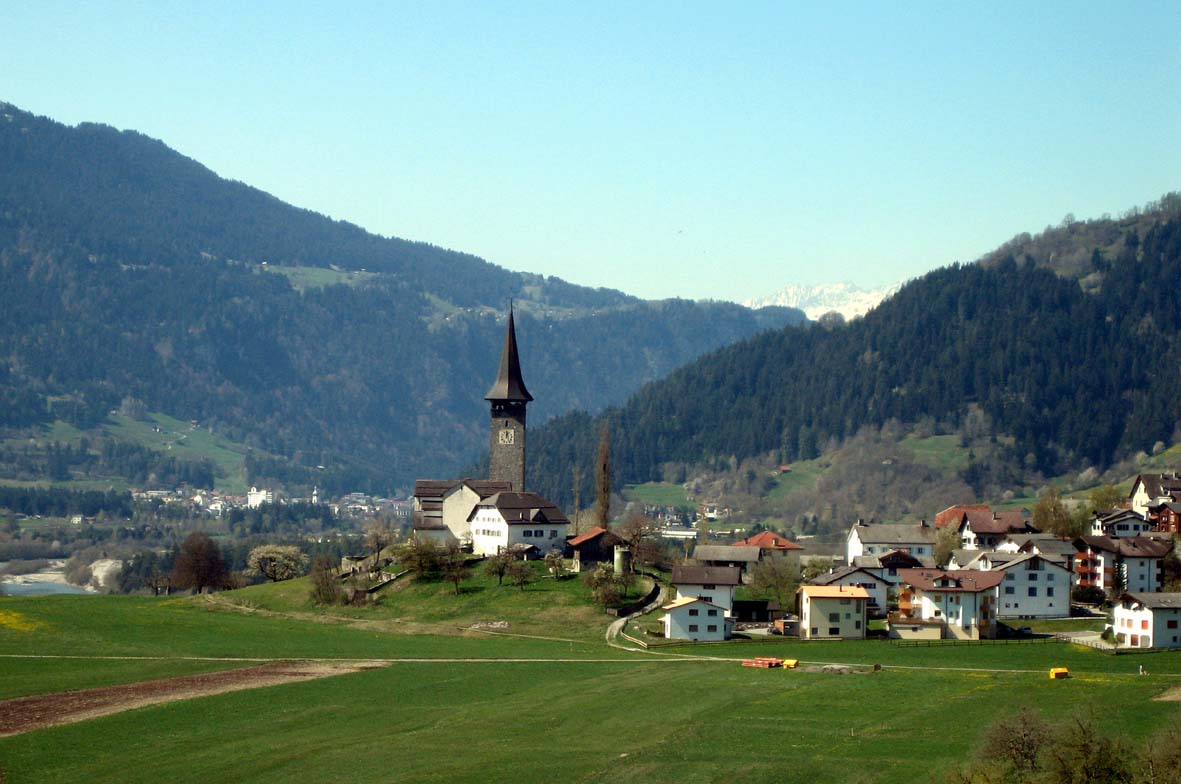
Sagogn mit katholischer Kirche

1699 tagte das katholische Gericht in Sagogn. Zwischen den beiden Gerichten kam es zu zahlreichen Auseinandersetzungen, die Verhältnisse in der Gruob verschlimmerten sich derart, dass sich die Drei Bünde einschalteten. Deren Vertreter gerieten am 5. Oktober 1701 in einen handgreiflichen Konflikt, der zu einer ernsthaften militärischen Krise führte. Sagogn wurde von den Reformierten besetzt; es kam zu Plünderungen. Auch aus Falera wurden vier Wagenladungen abtransportiert.
Am 28. Oktober 1701 wurden die katholischen Gemeinden bei einem Vergleich mit hohen Bussen belegt. Ob diese tatsächlich auch beglichen wurden, ist unklar. Langes Hin und Her und komplizierte Verhandlungen führten dazu, dass die Drei Bünde den Streitparteien ein Ultimatum setzten. Erst 1710 wurden die Gerichtsgemeinden in der Gruob wieder vereinigt.